# Polnischer Fußballpokal 1983/84

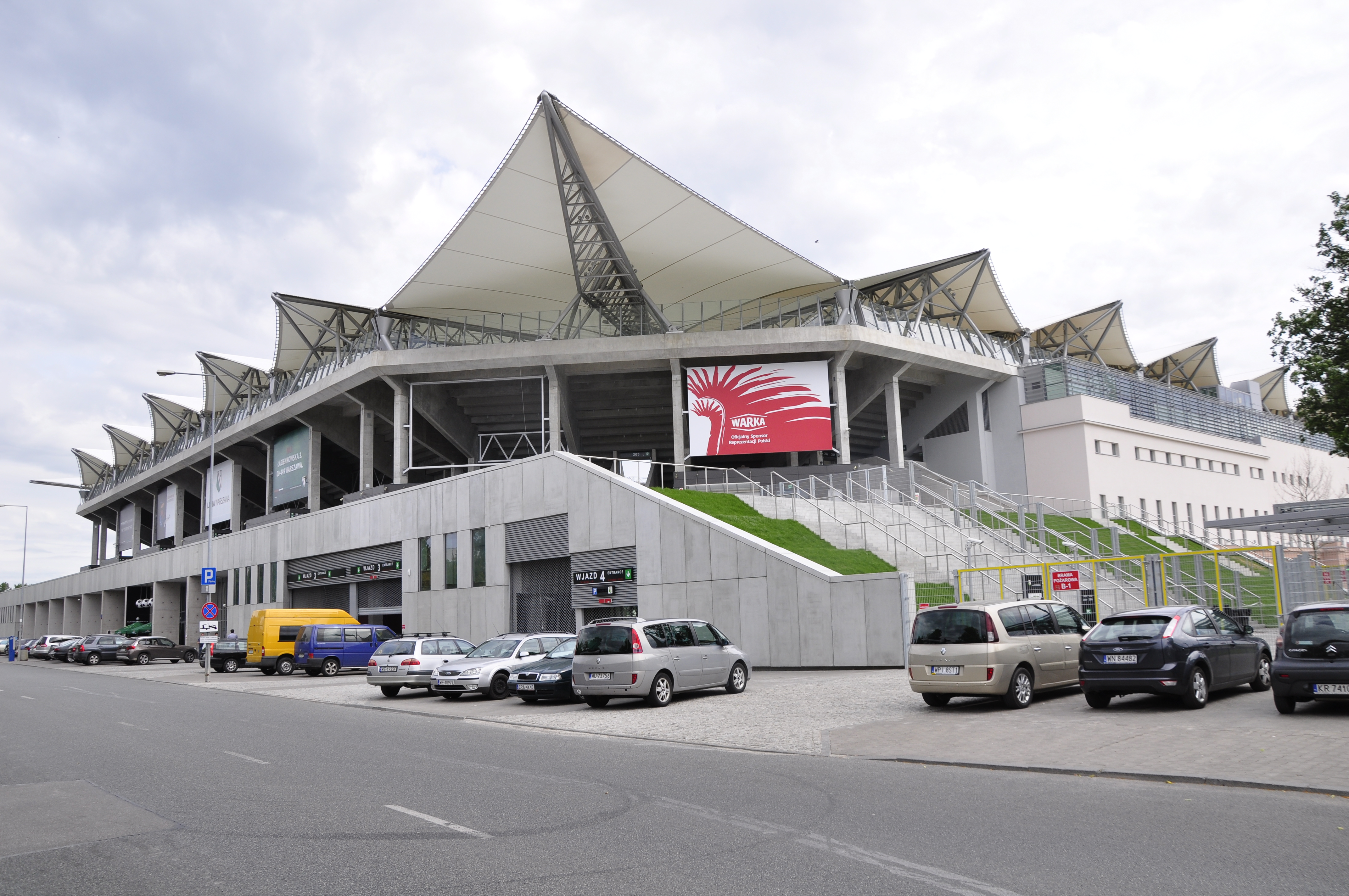
Stadion Wojska Polskiego in Warschau (heute: Pepsi Arena) nach dem Umbau, Austragungsort des polnischen Pokalfinales 1984

Der Puchar Polski 1983/84 war die 30. Ausspielung des polnischen Pokalwettbewerbs. Er begann am 30. Juli 1983 und wurde mit dem Finale am 19. Juni 1984 abgeschlossen.
Im Finale standen sich Lech Posen und Wisła Krakau gegenüber. Lech Posen gewann den nationalen Pokal bei seiner dritten Finalteilnahme zum zweiten Mal. Endspielgegner Wisła Krakau stand in seinem sechsten Finale und verlor dabei zum vierten Mal. Als polnischer Meister war Lech Posen für den Europapokal der Landesmeister 1984/85 qualifiziert, so dass Wisła Krakau als Finalist am Europapokal der Pokalsieger teilnahm.
Titelverteidiger Lechia Gdańsk war nicht für die Hauptrunde qualifiziert.

## Teilnehmende Mannschaften
| 1. Liga 16 Vereine der Saison 1982/83 | 2. Liga 32 Vereine der Saison 1982/83 | 64 regionale Teilnehmer aus den Woiwodschaften | 64 regionale Teilnehmer aus den Woiwodschaften | 64 regionale Teilnehmer aus den Woiwodschaften |
| Lech Posen Widzew Łódź Ruch Chorzów Pogoń Szczecin Wisła Krakau Śląsk Wrocław ŁKS Łódź Legia Warschau Szombierki Bytom Bałtyk Gdynia Zagłębie Sosnowiec Górnik Zabrze GKS Katowice KS Cracovia Stal Mielec Gwardia Warschau | Gruppe I Górnik Wałbrzych Olimpia Posen Zagłębie Lubin Piast Gliwice Stal Stocznia Szczecin Zagłębie Wałbrzych Odra Wodzisław Celuloza Kostrzyn Olimpia Elbląg Stilon Gorzów Wielkopolski Arka Gdynia Odra Opole ROW Rybnik GKS Tychy Arkonia Szczecin Gryf Słupsk Gruppe II Motor Lublin Resovia Rzeszów Radomiak Radom Górnik Knurów Raków Częstochowa Hutnik Nowa Huta Stal Stalowa Wola Broń Radom Korona Kielce Włókniarz Pabianice Błękitni Kielce Polonia Bytom Polonia Warschau Avia Świdnik BKS Stal Bielsko-Biała KS Lublinianka | - W. Biała Podlaska AZS Biała Podlaska - W. Białystok Jagiellonia Białystok - W. Bielsko-Biała KS Chełmek LZS Rysianka Jeleśnia - W. Bydgoszcz Zawisza Bydgoszcz - W. Chełm Chełmianka Chełm - W. Ciechanów Mławianka Mława - W. Częstochowa Sparta Lubliniec Motor Praszka - W. Elbląg Zatoka Braniewo - W. Gdańsk TKKF Okrętowiec Gdynia Bałtyk II Gdynia - W. Gorzów Stoczniowiec Barlinek - W. Jelenia Góra Lechia Piechowice - W. Kalisz Victoria Jarocin - W. Katowice Górnik Jaworzno Górnik Wojkowice LKS Stara Wieś - W. Kielce Korona II Kielce Górnik Miedzianka - W. Konin Górnik Konin - W. Koszalin Gwardia Koszalin | - W. Kraków Garbarnia II Krakau Prokocim Krakau - W. Krosno Karpaty Krosno - W. Legnica Prochowiczanka Prochowice - W. Leszno Polonia Leszno - W. Lublin Górnik Łęczna - W. Łomża Grom Czerwony Bór - W. Łódź Boruta Zgierz Orzeł Łódź - W. Nowy Sącz Sandecja Nowy Sącz - W. Olsztyn Gwardia Szczytno - W. Opole Małapanew Ozimek LZS Grudynia Wielka - W. Ostrołęka MZKS Ostrołęka - W. Piła Wełna Rogoźno - W. Piotrków Stal Radomsko - W. Płock Wisła Płock - W. Poznań Grunwald Posen Warta Posen - W. Przemyśl Polna Przemyśl | - W. Radom Broń II Radom - W. Rzeszów Stal II Mielec - W. Siedlce MKP Pogoń Siedlce - W. Sieradz Pogoń Zduńska Wola - W. Skierniewice Unia II Skierniewice - W. Słupsk Brda Przechlewo - W. Suwałki Mazur Ełk - W. Szczecin Błękitni Stargard Szczeciński Błękitni II Stargard Szczeciński - W. Tarnobrzeg Stal Gorzyce - W. Tarnów Wisłoka Dębica MZKS Okocim - W. Toruń FAM Chełmno - W. Wałbrzych Bielawianka Bielawa - W. Warszawa Polonez Warszawa AZS AWF Warszawa - W. Włocławek Włocłavia Włocławek - W. Wrocław Pafawag Wrocław Pogoń Oleśnica - W. Zamość Roztocze Szczebrzeszyn - W. Zielona Góra Kolejarz Zielona Góra Piast Iłowa |

## 1. Runde
Die Spiele der 1. Runde fanden am 30. und 31. Juli sowie am 1. August 1983 mit den Teilnehmern aus den Woiwodschaften statt.
| Datum      |                                  | Ergebnis              |                        |
| ---------- | -------------------------------- | --------------------- | ---------------------- |
| XX.07.1983 | Korona II Kielce                 | 1:2                   | Roztocze Szczebrzeszyn |
| XX.07.1983 | Górnik Miedzianka                | 1:6                   | Sandecja Nowy Sącz     |
| XX.07.1983 | Piast Iłowa                      | 3:2                   | Małapanew Ozimek       |
| XX.07.1983 | LKS Stara Wieś                   | 0:3                   | KS Chełmek             |
| XX.07.1983 | Sparta Lubliniec                 | 4:0                   | Górnik Jaworzno        |
| XX.07.1983 | Motor Praszka                    | 1:2                   | Lechia Piechowice      |
| XX.07.1983 | Błękitni Stargard Szczeciński    | 1:0                   | Polonia Leszno         |
| XX.07.1983 | Błękitni II Stargard Szczeciński | 2:0                   | Wełna Rogoźno          |
| XX.07.1983 | Victoria Jarocin                 | 0:2                   | Stoczniowiec Barlinek  |
| XX.07.1983 | Grunwald Posen                   | 1:3                   | Warta Posen            |
| XX.07.1983 | Pafawag Wrocław                  | 1:0                   | Bielawianka Bielawa    |
| XX.07.1983 | LZS Grudynia Wielka              | 2:0                   | Kolejarz Zielona Góra  |
| XX.07.1983 | Garbarnia II Krakau              | 1:0                   | Prokocim Krakau        |
| XX.07.1983 | Stal Gorzyce                     | 2:1                   | Karpaty Krosno         |
| XX.07.1983 | MZKS Okocim                      | 0:4                   | Polna Przemyśl         |
| XX.07.1983 | Stal II Mielec                   | 1:1 n. V. (6:7 i. E.) | Wisłoka Dębica         |
| XX.07.1983 | Unia II Skierniewice             | 0:1                   | Boruta Zgierz          |
| XX.07.1983 | Orzeł Łódź                       | 1:2                   | Pogoń Zduńska Wola     |
| XX.07.1983 | Stal Radomsko                    | 0:1                   | Górnik Konin           |
| XX.07.1983 | LZS Rysianka Jeleśnia            | 0:3                   | Górnik Wojkowice       |
| XX.07.1983 | MZKS Ostrołęka                   | 0:3                   | Polonez Warszawa       |
| XX.07.1983 | Mazur Ełk                        | 2:1                   | Mławianka Mława        |
| XX.07.1983 | Grom Czerwony Bór                | 0:2                   | Jagiellonia Białystok  |
| XX.07.1983 | Prochowiczanka Prochowice        | 3:3 n. V. (6:5 i. E.) | Pogoń Oleśnica         |
| XX.07.1983 | Brda Przechlewo                  | 4:2                   | Zatoka Braniewo        |
| XX.07.1983 | TKKF Okrętowiec Gdynia           | 1:5                   | Bałtyk II Gdynia       |
| XX.07.1983 | FAM Chełmno                      | 1:3                   | Zawisza Bydgoszcz      |
| XX.07.1983 | Górnik Łęczna                    | 3:1                   | AZS AWF Biała Podlaska |
| XX.07.1983 | Broń II Radom                    | 1:2                   | Chełmianka Chełm       |
| XX.07.1983 | MKP Pogoń Siedlce                | 2:1                   | AZS AWF Warszawa       |
| XX.07.1983 | Wisła Płock                      | 4:0                   | Włocłavia Włocławek    |
| 01.08.1983 | Gwardia Koszalin                 | 2:0                   | Gwardia Szczytno       |

## 2. Runde
Die Spiele der 2. Runde wurden am 13., 14. und 24. August 1983 mit den Gewinnern der 1. Runde sowie den Mannschaften der 2. Liga der Saison 1982/83 ausgetragen.
| Datum      |                                  | Ergebnis              |                            |
| ---------- | -------------------------------- | --------------------- | -------------------------- |
| 1X.08.1983 | Błękitni Stargard Szczeciński    | 0:1                   | Olimpia Posen              |
| 1X.08.1983 | Błękitni II Stargard Szczeciński | 1:2                   | Arkonia Szczecin           |
| 1X.08.1983 | Stoczniowiec Barlinek            | 1:3                   | Stal Stocznia Szczecin     |
| 1X.08.1983 | Warta Posen                      | 0:0 n. V. (1:4 i. E.) | Gryf Słupsk                |
| 1X.08.1983 | Górnik Wojkowice                 | 0:0 n. V. (2:4 i. E.) | ROW Rybnik                 |
| 1X.08.1983 | Sparta Lubliniec                 | 0:5                   | GKS Tychy                  |
| 1X.08.1983 | KS Chełmek                       | 0:3                   | Odra Opole                 |
| 1X.08.1983 | Mazur Ełk                        | 1:2 n. V.             | Olimpia Elbląg             |
| 1X.08.1983 | Jagiellonia Białystok            | 2:1 n. V.             | KS Lublinianka             |
| 1X.08.1983 | Pafawag Wrocław                  | 0:0 n. V. (3:4 i. E.) | Zagłębie Lubin             |
| 1X.08.1983 | Piast Iłowa                      | 1:2                   | Piast Gliwice              |
| 1X.08.1983 | Brda Przechlewo                  | 0:2                   | Arka Gdynia                |
| 1X.08.1983 | Bałtyk II Gdynia                 | 1:1 n. V. (5:6 i. E.) | Włókniarz Pabianice        |
| 1X.08.1983 | Zawisza Bydgoszcz                | 2:3                   | Radomiak Radom             |
| 1X.08.1983 | Garbarnia II Krakau              | 0:1                   | Odra Wodzisław             |
| 1X.08.1983 | Stal Gorzyce                     | 0:2                   | Stal Stalowa Wola          |
| 1X.08.1983 | Wisłoka Dębica                   | 1:5                   | Avia Świdnik               |
| 1X.08.1983 | Roztocze Szczebrzeszyn           | 0:3                   | Resovia Rzeszów            |
| 1X.08.1983 | Górnik Łęczna                    | 3:1                   | Broń Radom                 |
| 1X.08.1983 | Boruta Zgierz                    | 0:4                   | Polonia Bytom              |
| 1X.08.1983 | Pogoń Zduńska Wola               | 0:4                   | Hutnik Nowa Huta           |
| 1X.08.1983 | Górnik Konin                     | 2:4                   | Górnik Knurów              |
| 1X.08.1983 | Wisła Płock                      | 2:0                   | Raków Częstochowa          |
| 1X.08.1983 | LZS Grudynia Wielka              | 1:2                   | Celuloza Kostrzyn          |
| 1X.08.1983 | Prochowiczanka Prochowice        | 2:4 n. V.             | Zagłębie Wałbrzych         |
| 1X.08.1983 | Sandecja Nowy Sącz               | 3:0 1                 | BKS Stal Bielsko-Biała     |
| 1X.08.1983 | Gwardia Koszalin                 | 2:5                   | Stilon Gorzów Wielkopolski |
| 24.08.1983 | Lechia Piechowice                | 1:0                   | Górnik Wałbrzych           |
| 24.08.1983 | Polonez Warszawa                 | 3:0                   | Polonia Warschau           |
| 24.08.1983 | Chełmianka Chełm                 | 1:3                   | Motor Lublin               |
| 24.08.1983 | Polna Przemyśl                   | 0:1                   | Błękitni Kielce            |
| 24.08.1983 | MKP Pogoń Siedlce                | 0:2                   | Korona Kielce              |

## 3. Runde
Die Spiele der 3. Runde fanden am 24. August sowie dem 6., 13. und 14. September 1983 statt. Es nahmen die Gewinner der 2. Runde teil.
| Datum      |                            | Ergebnis              |                        |
| ---------- | -------------------------- | --------------------- | ---------------------- |
| 24.08.1983 | Stilon Gorzów Wielkopolski | 0:3                   | Stal Stocznia Szczecin |
| 24.08.1983 | Arkonia Szczecin           | 3:1                   | Olimpia Posen          |
| 24.08.1983 | Gryf Słupsk                | 0:0 n. V. (6:7 i. E.) | Celuloza Kostrzyn      |
| 24.08.1983 | GKS Tychy                  | 0:0 n. V. (4:3 i. E.) | Zagłębie Lubin         |
| 24.08.1983 | ROW Rybnik                 | 1:1 n. V. (2:3 i. E.) | Odra Wodzisław         |
| 24.08.1983 | Włókniarz Pabianice        | 2:1                   | Polonia Bytom          |
| 24.08.1983 | Piast Gliwice              | 2:0                   | Zagłębie Wałbrzych     |
| 24.08.1983 | Hutnik Nowa Huta           | 0:2                   | Górnik Knurów          |
| 24.08.1983 | Arka Gdynia                | 1:0                   | Olimpia Elbląg         |
| 24.08.1983 | Jagiellonia Białystok      | 2:1                   | Wisła Płock            |
| 24.08.1983 | Górnik Łęczna              | 1:1 n. V. (2:4 i. E.) | Resovia Rzeszów        |
| XX.0X.1983 | Korona Kielce              | 2:1                   | Stal Stalowa Wola      |
| 06.09.1983 | Avia Świdnik               | 2:3                   | Motor Lublin           |
| 13.09.1983 | Lechia Piechowice          | 2:0                   | Odra Opole             |
| 14.09.1983 | Polonez Warszawa           | 1:0                   | Radomiak Radom         |
| 14.09.1983 | Sandecja Nowy Sącz         | 2:3 n. V.             | Błękitni Kielce        |

## 4. Runde
Die Spiele der 4. Runde fanden am 21. und 28. September 1983 mit den Gewinnern der 3. Runde statt. Hinzu kamen die 16 Mannschaften der 1. Liga.
| Datum      |                        | Ergebnis              |                    |
| ---------- | ---------------------- | --------------------- | ------------------ |
| 21.09.1983 | Piast Gliwice          | 3:1                   | Cracovia           |
| 21.09.1983 | Jagiellonia Białystok  | 0:2                   | Stal Mielec        |
| 21.09.1983 | Celuloza Kostrzyn      | 0:0 n. V. (3:4 i. E.) | Lech Posen         |
| 21.09.1983 | Włókniarz Pabianice    | 0:3                   | Widzew Łódź        |
| 21.09.1983 | Korona Kielce          | 3:4                   | Legia Warschau     |
| 21.09.1983 | Stal Stocznia Szczecin | 0:1                   | Pogoń Szczecin     |
| 21.09.1983 | Arkonia Szczecin       | 0:1                   | Bałtyk Gdynia      |
| 21.09.1983 | Górnik Knurów          | 2:1                   | Śląsk Wrocław      |
| 21.09.1983 | Arka Gdynia            | 1:0                   | Gwardia Warschau   |
| 21.09.1983 | Motor Lublin           | 2:1                   | Zagłębie Sosnowiec |
| 21.09.1983 | Odra Wodzisław         | 0:3                   | GKS Katowice       |
| 21.09.1983 | Błękitni Kielce        | 1:1 n. V. (5:4 i. E.) | Szombierki Bytom   |
| 21.09.1983 | Resovia Rzeszów        | 1:3                   | Ruch Chorzów       |
| 21.09.1983 | Polonez Warszawa       | 1:2                   | Górnik Zabrze      |
| 21.09.1983 | GKS Tychy              | 1:5                   | ŁKS Łódź           |
| 28.09.1983 | Lechia Piechowice      | 1:2                   | Wisła Krakau       |

## 5. Runde
Die Spiele der 5. Runde fanden am 19. und 20. Oktober 1983 mit den Gewinnern der 4. Runde statt.
| Datum      |                | Ergebnis  |                 |
| ---------- | -------------- | --------- | --------------- |
| 19.10.1983 | ŁKS Łódź       | 2:1       | Widzew Łódź     |
| 19.10.1983 | Piast Gliwice  | 0:5       | Lech Posen      |
| 19.10.1983 | Legia Warschau | 2:3 n. V. | Górnik Zabrze   |
| 19.10.1983 | Wisła Krakau   | 4:2       | Motor Lublin    |
| 19.10.1983 | Arka Gdynia    | 0:1       | Pogoń Szczecin  |
| 19.10.1983 | Ruch Chorzów   | 1:0       | Bałtyk Gdynia   |
| 19.10.1983 | Stal Mielec    | 3:0       | Błękitni Kielce |
| 20.10.1983 | Górnik Knurów  | 2:1       | GKS Katowice    |

## Viertelfinale
Die Spiele wurden in Hin- und Rückspielen ausgetragen. Die erstgenannten Mannschaften hatten zuerst Heimrecht. Die Hinspiele fanden am 27. November 1983, die Rückspiele am 3. und 4. März 1984 statt.
| Datum               |                | Gesamt    |               | Hinspiel | Rückspiel |
| ------------------- | -------------- | --------- | ------------- | -------- | --------- |
| 27.11.83/03.03.1984 | Ruch Chorzów   | 2:0       | Górnik Zabrze | 1:0      | 1:0       |
| 27.11.83/04.03.1984 | Lech Posen     | (a)2:2(a) | ŁKS Łódź      | 1:0      | 1:2       |
| 27.11.83/04.03.1984 | Pogoń Szczecin | (a)3:3(a) | Stal Mielec   | 1:3      | 2:0       |
| 27.11.83/04.03.1984 | Wisła Krakau   | 4:2       | Górnik Knurów | 3:2      | 1:0       |

## Halbfinale
Die erstgenannten Mannschaften hatten zuerst Heimrecht. Die Hinspiele fanden am 14. März 1984, die Rückspiele am 16. Mai 1984 statt.
| Datum             |              | Gesamt |             | Hinspiel | Rückspiel |
| ----------------- | ------------ | ------ | ----------- | -------- | --------- |
| 14.03./16.05.1984 | Ruch Chorzów | 0:4    | Lech Posen  | 0:1      | 0:3       |
| 14.03./16.05.1984 | Wisła Krakau | 2:0    | Stal Mielec | 0:0      | 2:0       |

## Finale
| Lech Posen                                           | Lech Posen | Wisła Krakau | Wisła Krakau |
| ---------------------------------------------------- | --- | --- | ------------ |
| Lech Posen                                           | \| 19. Juni 1984 in Warschau (Stadion Wojska Polskiego) \| \| Ergebnis: 3:0 (2:0) \| \| Zuschauer: 16.000 \| \| Schiedsrichter: Gerard Wit Żelazko (Warschau) \| | \| 19. Juni 1984 in Warschau (Stadion Wojska Polskiego) \| \| Ergebnis: 3:0 (2:0) \| \| Zuschauer: 16.000 \| \| Schiedsrichter: Gerard Wit Żelazko (Warschau) \|                                                                                           | Wisła Krakau |
| Lech Posen                                           | Zbigniew Pleśnierowicz – Krzysztof Pawlak, Józef Adamiec, Damian Łukasik, Hieronim Barczak – Jacek Bąk (85. Bogusław Oblewski), Czesław Jakołcewicz (69. Dariusz Kofnyt), Henryk Miłoszewicz, Jarosław Araszkiewicz – Mariusz Niewiadomski, Mirosław Okoński Cheftrainer: Wojciech Łazarek | Jerzy Zajda – Marek Motyka, Piotr Skrobowski (27. Wojciech Gorgoń), Krzysztof Budka, Jan Jałocha (77. Marek Świerczewski) – Andrzej Targosz, Adam Nawałka, Janusz Nawrocki, Marek Banaszkiewicz – Andrzej Iwan, Michał Wróbel Cheftrainer: Edmund Zientara | Wisła Krakau |
| Lech Posen                                           | 1:0 Henryk Miłoszewicz (7., Strafstoß) 2:0 Mirosław Okoński (20.) 3:0 Czesław Jakołcewicz (46.) | | Wisła Krakau |
| 19. Juni 1984 in Warschau (Stadion Wojska Polskiego) | | |              |
| Ergebnis: 3:0 (2:0)                                  | | |              |
| Zuschauer: 16.000                                    | | |              |
| Schiedsrichter: Gerard Wit Żelazko (Warschau)        | | |              |